# Lilleputt, Bohuslän
Lilleputt är en sjö i Tanums kommun i Bohuslän och ingår i Enningdalsälvens huvudavrinningsområde.